# 新井克昌
新井 克昌（あらい かつまさ、1936年8月2日 - ）は、群馬県出身の小説家。日本文藝家協会会員。

## 人物
浪曲師出身の人気コメディアン玉川良一の甥。娘は声優・ナレーターの景山聖子。
1951年、日本シナリオ作家協会・第1期研究生修了。1962年、高崎経済大学経済学部卒業。商業ビデオの制作、脚本等を手がけたのち著作活動に。
2007年12月、『日本列島放棄』（文藝春秋企画出版部）を発表。翌月の週刊新潮に「圧倒的リアリティーで迫る日本崩壊のシナリオ…」と推薦小説として取り上げられた。装丁は宮部みゆき『楽園』も手がけた鈴木正道。
2010年6月、『百年の封印』（文藝春秋企画出版部）を発表。

## 著書
- 『コラムとエッセイ 百言・百話』Ｐａｒｔ　１-2　出版研究会、1989.
- 『太陽とスコールの中で』文芸新社、1995.5
- 『日本列島放棄』（2007年12月、文藝春秋企画出版部）
- 『百年の封印』（2010年6月、文藝春秋企画出版部）

- 孤絶の癒し ※群馬県文学賞・小説部門大賞受賞
- 黒い絵 ※月刊文藝春秋の「2004年上半期・心に残った小説ベスト5」に選出